# Fontenay-le-Marmion
Fontenay-le-Marmion is een gemeente in het Franse departement Calvados (regio Normandië). De plaats maakt deel uit van het arrondissement Caen. Fontenay-le-Marmion telde op 1 januari 2022 2.040 inwoners.

## Geografie
De oppervlakte van Fontenay-le-Marmion bedroeg op 1 januari 2022 10,16 vierkante kilometer; de bevolkingsdichtheid was toen 200,8 inwoners per km².
De onderstaande kaart toont de ligging van Fontenay-le-Marmion met de belangrijkste infrastructuur en aangrenzende gemeenten.

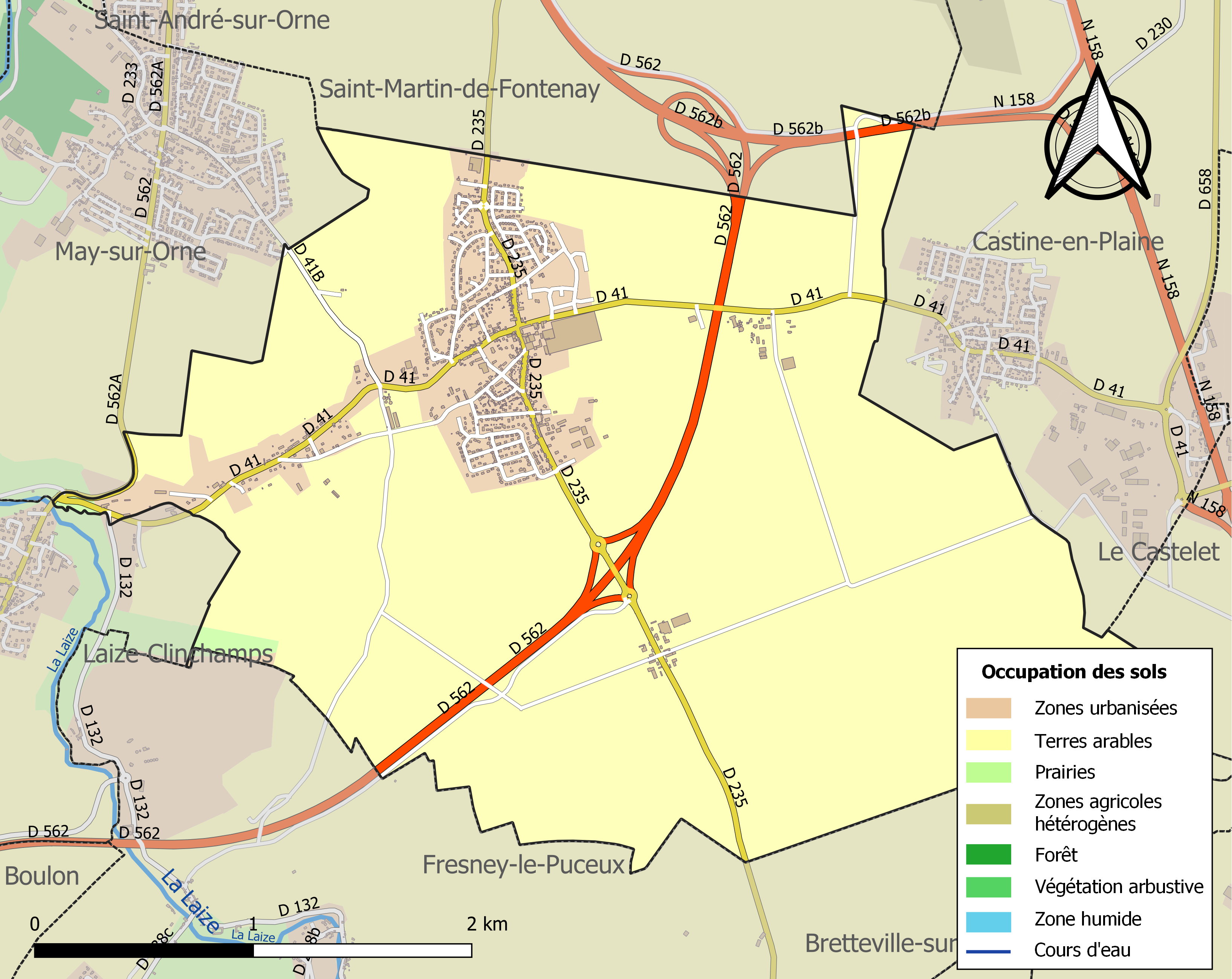

## Demografie
Onderstaande figuur toont het verloop van het inwonertal (bron: INSEE-tellingen).
Vanwege een beveiligingsprobleem met de MediaWiki Graph-software is het momenteel niet mogelijk deze grafiek weer te geven. Zodra de software is bijgewerkt zal de grafiek vanzelf weer zichtbaar worden.